# Grasso al sodio
Il grasso al sodio è un grasso lubrificante di uso generico, composto a base di sodio e oli minerali leggeri o sostanze saponose. 

Il suo punto di goccia può essere alto, oltre i 300 °C, quindi è adatto a lubrificare punti caldi per attrito o vicini a sorgenti di calore. Se composto con olio e calcio diviene adatto per lubrificare cuscinetti a sfere e a rulli. Se composto con materiali saponosi assume colore giallo verdognolo e grazie al punto di fusione a media temperatura diviene adatto a lubrificare i cuscinetti delle ruote delle automobili ma può assolvere anche compiti più pesanti nei cuscinetti lenti ad alto carico, nelle slitte, nelle macchine per il trasporto.